# Thurayur
Thurayur es una ciudad censal situada en el distrito de Kozhikode en el estado de Kerala (India). Su población es de 14176 habitantes (2011). Se encuentra a 34 km de Kozhikode.

## Demografía
Según el censo de 2011 la población de Thurayur era de 14176 habitantes, de los cuales 6531 eran hombres y 7645 eran mujeres. Thurayur tiene una tasa media de alfabetización del 92,85%, inferior a la media estatal del 94%: la alfabetización masculina es del 96,80%, y la alfabetización femenina del 89,58%.